# Radical 127
El radical 127, representado por el carácter Han 耒, es uno de los 214 radicales del diccionario de Kangxi. En mandarín estándar es llamado 耒部, (lěi bù　«radical “arado”»); en japonés es llamado 耒部, らいぶ (raibu), y en coreano 뢰 (roe).
El radical «arado» aparece siempre en el lado izquierdo de los caracteres que clasifica. Los caracteres clasificados bajo el radical 127 suelen tener significados relacionados con la agricultura. Como ejemplo de lo anterior están: 耘, «hierba»; 耕, «cultivar»; 耙, «rastrillo».

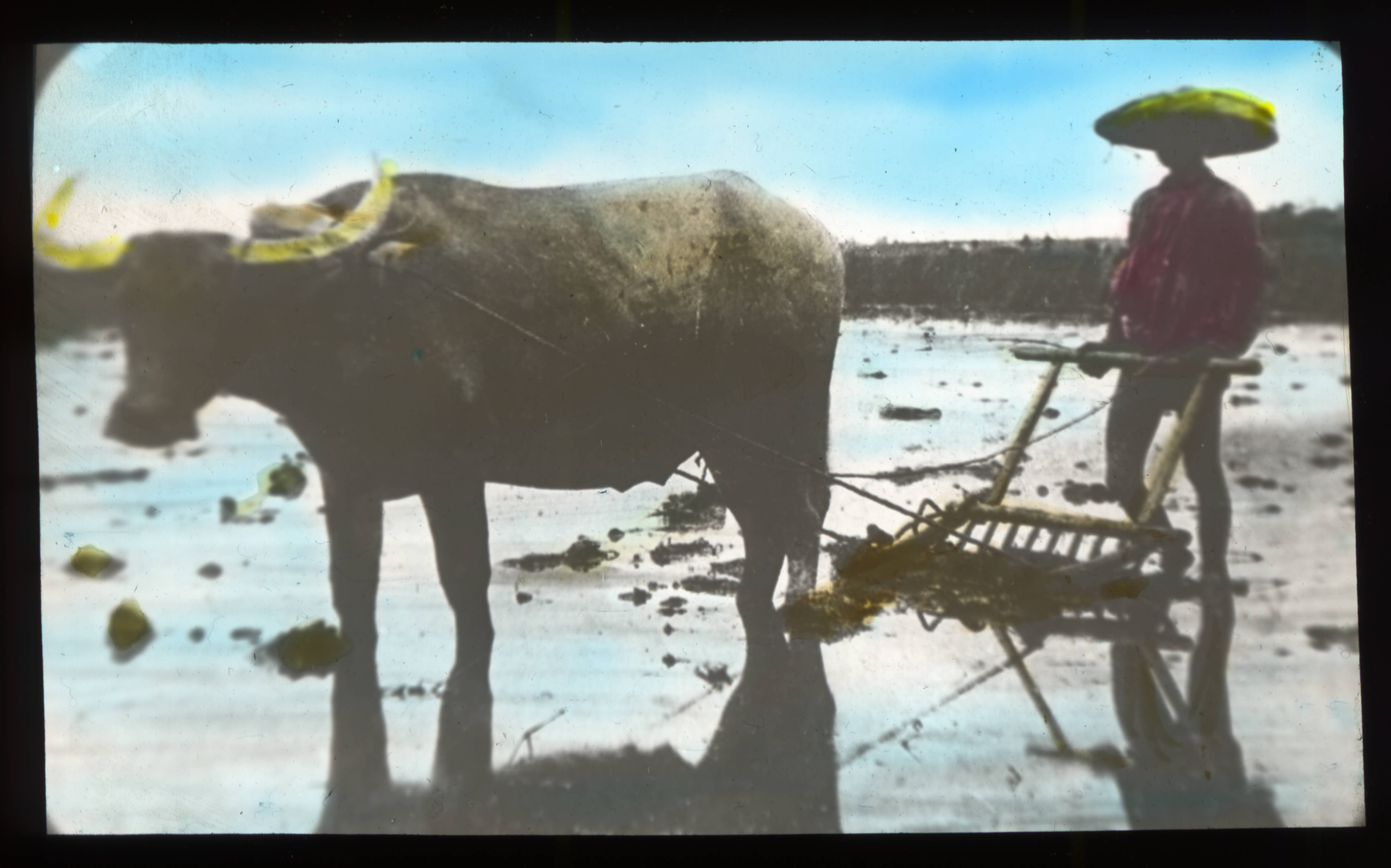
Campesino chino arando un campo de arroz, China, ca. 1918-1938

## Nombres populares
- Mandarín estándar: 耒, lěi, «arado».
- Coreano: 쟁기뢰부, jaenggi roe bu, «radical roe-arado».
- Japonés:　らい鋤（らいすき）, raisuki, «rai-arado», 鋤偏（すきへん）, sukihen, «“arado” en el lado izquierdo del carácter».[1]
- En occidente: radical «arado».

## Galería
| Estilos antiguos                                 | Estilos antiguos                  | Estilos antiguos                        | Estilos antiguos                   | Estilos antiguos                   | Estilos empleados actualmente       | Estilos empleados actualmente  | Estilos empleados actualmente    | Estilos empleados actualmente   | Estilos empleados actualmente  |
|                                                  |                                   |                                         |                                    |                                    |                                     | 耒                             | 耒                               |                                 |                                |
| 甲骨文 jiǎgǔwén (escritura de huesos oraculares) | 金文 jīnwén (escritura de bronce) | 简帛 jiǎnbó (escritura de bambú y seda) | 篆文 zhuànwén (escritura de sello) | 篆文 zhuànwén (escritura de sello) | 隸書 lìshū (estilo de los escribas) | 楷書 kǎishū (estilo regular)   | 楷書 kǎishū (estilo regular)     | 行書 xǐngshū (estilo corriente) | 草書 cǎoshū (estilo de hierba) |
| 甲骨文 jiǎgǔwén (escritura de huesos oraculares) | 金文 jīnwén (escritura de bronce) | 简帛 jiǎnbó (escritura de bambú y seda) | 大篆 dàzhuàn (sello grande)        | 小篆 xiǎozhuàn (sello pequeño)     | 隸書 lìshū (estilo de los escribas) | 繁體／繁体 fántǐ (tradicional) | 简体／簡體 jiǎntǐ (simplificado) | 行書 xǐngshū (estilo corriente) | 草書 cǎoshū (estilo de hierba) |

## Caracteres con el radical 127
| trazos | carácter          |
| ------ | ----------------- |
| + 0    | 耒                |
| + 2    | 耓                |
| + 3    | 耔                |
| + 4    | 耕 耖 耗 耘 耙    |
| + 5    | 耚 耛 耜 耝 耞 耟 |
| + 6    | 耠                |
| + 7    | 耡 耢             |
| + 8    | 耣 耤 耥          |
| + 9    | 耦 耧             |
| + 10   | 耨 耩 耪          |
| + 11   | 耫 耬             |
| + 12   | 耭 耮             |
| + 14   | 耯                |
| + 15   | 耰                |
| + 16   | 耱 耲             |